# Cándida Losada
Cándida Losada Díaz (Buenos Aires, Argentina, 9 de marzo de 1915 – Madrid, 2 de marzo de 1992) fue una actriz española.

## Biografía
Notable actriz dramática, que desarrolló su carrera tanto en teatro (donde se formó a la sombra de Margarita Xirgu) como en cine y televisión. Debutó en el cine en 1935 con la película Vidas rotas, de Eusebio Fernández Ardavín, a la que seguirían, entre otros títulos, Bodas de sangre hasta que en 1944 se aparta de la gran pantalla a la que no vuelve hasta 1947. Ha participado, como secundaria, en importantes títulos del cine español, como Puebla de las mujeres (1952), La casa de la Troya (1959), La residencia (1969), Tristana (1969), Extramuros (1985) o El viaje a ninguna parte (1986) y ha trabajado con grandes directores: Rafael Gil, Luis Lucia, Manuel Mur Oti, Mario Camus, Juan Antonio Bardem, Luis Buñuel o Fernando Fernán Gómez.
En televisión fue una de las intérpetes más asiduas en los espacios dramáticos de TVE en los años setenta, y cuenta con decenas de papeles en Novela, Estudio 1 o Teatro de siempre.
Entre sus papeles en teatro, se pueden mencionar La hidalga limosnera (1944), Plaza de Oriente (1948), Alberto (1949), El gran minué (1950), Ardèle o la margarita (1950), El landó de seis caballos (1950), Veinte y cuarenta (1951), La tejedora de sueños (1952), Casi un cuento de hadas (1953), Don Juan Tenorio (1953), La casa de Bernarda Alba (1964), La Orestiada (1975), Las mariposas son libres (1982), Cuentos de los bosques de Viena (1984), Lázaro en el laberinto (1986), Don Juan Tenorio (1990) y La noche del sábado (1991).
Falleció el 2 de marzo de 1992 en el Hospital de Madrid, debido a un accidente vascular grave por hipertensión.

## Trayectoria en teatro
- La florista de la reina,  (17 de octubre de 1944) [nota 1]
- La hidalga limosnera (14 de noviembre de 1944)
- El huracán, (22 de diciembre de 1944)
- La niña boba, (2 de enero de 1945)
- Ambición, (20 de febrero de 1945)
- El collar de estrellas, (21 de abril de 1945)
- El retrato de la abuela, (8 de mayo de 1945)
- El segundo amor, (1945)
- Tren de madrugada, (24 de abril de 1946)
- La fuerza bruta, (28 de junio de 1946)
- El secreto, (4 de octubre de 1946)
- Los endemoniados, (11 de octubre de 1946) [nota 2]
- Un espíritu burlón (25 de octubre de 1946)
- Locura de amor, (29 de noviembre de 1946)
- Miss Ba (1947) de Rudolf Besier
- Plaza de Oriente (1948)
- Historias de una casa (1949), de Joaquín Calvo Sotelo.
- Alberto (1949), de José López Rubio
- Electra (1949) de José María Pemán
- El gran minué (1950)
- Ardèle o la margarita (1950)
- El landó de seis caballos (1950)
- El calendario que perdió siete días (1950) de Enrique Suárez de Deza
- Veinte y cuarenta (1951)
- Entre bobos anda el juego (1951), de Francisco de Rojas Zorrilla.[3]
- La tejedora de sueños (1952)
- Ruy Blas (1952) de Victor Hugo
- Don José, Pepe y Pepito (1952), de Juan Ignacio Luca de Tena
- La oveja blanca de la familia (1953) de L. du Garde Peach y Ian Hay
- Celos del aire (1953) de José López Rubio
- El viajero sin equipaje (1953) de Jean Anouilh
- Casi un cuento de hadas (1953) de Buero Vallejo
- El caso de la señora estupenda (1953) de Miguel Mihura
- Bajo el huracán (1953) de Martin Vale
- Don Juan Tenorio (1953)
- Federica de Bramante (1953) de Tono y Jorge Llopis
- La eterna doña Juana (1954) de Julia Maura
- Testigo de cargo (1956) de Agatha Christie
- La herencia (1957), de Joaquín Calvo Sotelo[4]
- El vendaval (1957) de Jean Anouilh
- Fuera es de noche (1957) de Luis Escobar
- Elena Osorio (1958) de Claudio de la Torre
- Yerma (1960) de Federico García Lorca
- Ocho mujeres (1961) de Robert Thomas
- La alegría de vivir (1962) de Alfonso Paso
- La casa de Bernarda Alba (1964) de Federico García Lorca
- Bodas de sangre (1964) de Federico García Lorca
- Los gatos (1965) de Agustín Gómez Arcos
- Don Juan (1965) de Alfredo Mañas
- Historia de una escalera (1968) de Buero Vallejo
- Jugar a las muñecas con una momia en los brazos (1968) de Arturo Coca
- Medea (1971) de Séneca
- Proceso de un régimen (1971) de Luis Emilio Calvo Sotelo
- Don Juan o el amor a la geometría (1972) de Max Frisch
- La Orestiada (1975)
- Las mariposas son libres (1982)
- Cuentos de los bosques de Viena (1984)[5]
- Lázaro en el laberinto (1986)
- Don Juan Tenorio (1990)
- La noche del sábado (1991).

## Trayectoria en TV
- La forja de un rebelde (1990)
- Primera función
  - Ocho mujeres (27 de julio de 1989)
  - El landó de seis caballos (16 de marzo de 1989)
- Don Juan Itinerante (Película de televisión, 1988)
- Vísperas 
  - Doña Gabriela (3 de junio de 1987)
  - Miguel (10 de junio de 1987)
  - Benito (17 de junio de 1987)
  - La rondeña (24 de junio de 1987)
  - María del Carmen y el pollo castuera (1 de julio de 1987)
  - El mellao (8 de julio de 1987)
- Tristeza de amor
  - Australia patria querida (24 de junio de 1986)
  - Un borracho menos (17 de junio de 1986)
  - La importancia de llamarse Baltasar (10 de junio de 1986)
  - Pub Chopin (3 de junio de 1986)
- Página de sucesos
  - La voz del Diablo (17 de enero de 1986)
- La Celestina
  - Acto I (4 de octubre de 1983)
  - Acto II (11 de octubre de 1983)
  - Acto III (18 de octubre de 1983)
- Historias para no dormir
  - Freddy (6 de septiembre de 1982)
- La máscara negra
  - Sábado de carnaval (19 de marzo de 1982)
  - Un día de mayo (26 de marzo de 1982)
- Movie Macabre
  - The house that screamed (10 de octubre de 1981)
- Fortunata y Jacinta
  - Episodio 1 (7 de mayo de 1980)
- Teatro estudio
  - La sonrisa de la Gioconda (17 de febrero de 1980)
- Los Mitos
  - Ifigenia (18 de enero de 1979)
- Las Viudas
  - Viuda apetitosa (12 de abril de 1977)
- El quinto jinete
  - Mister George (1 de enero de 1976)
- Cuentos y leyendas
  - El crimen del indio (14 de noviembre de 1975)
- El Teatro
  - El cianuro ¿sólo o con leche? (20 de julio de 1975)
  - El castillo (20 de enero de 1975)
- Noche de teatro
  - Las Meninas (28 de junio de 1974)
  - Dulce pájaro de juventud (12 de julio de 1974)
- Teatro lírico español
  - Luisa Fernanda (23 de noviembre de 1973)
- Siete piezas cortas
  - La difunta (5 de junio de 1972)
- Juegos para Mayores
  - La llave (15 de febrero de 1971)
- Las tentaciones
  - Ruiseñor de noviembre (10 de octubre de 1970)
  - Pas de deux, pas de quatre (26 de octubre de 1970)
- Teatro de misterio
  - Veredicto (31 de agosto de 1970)
- Al filo de lo imposible
  - El de la suerte (18 de julio de 1970)
- Hora once
  - La prueba de la fidelidad (15 de septiembre de 1968)
  - Auto de fe (22 de septiembre de 1968)
  - Epílogo (13 de junio de 1970)
- Teatro de siempre
  - Para ti es el mundo (23 de mayo de 1968)
  - Los comadreos de las mujeres (19 de septiembre de 1968)
  - Don Juan o el amor de la geometría (21 de noviembre de 1968)
  - Miedo de mí (11 de marzo de 1971)
- Estudio 1
  - El cianuro, ¿solo o con leche? (14 de mayo de 1968)
  - Hoy es fiesta (12 de marzo de 1970)
  - Las cartas boca abajo (25 de junio de 1970)
  - Historia de una escalera (15 de enero de 1971)
  - Para ti es el mundo (5 de marzo de 1971)
  - La venda en los ojos (21 de julio de 1972)
  - Llegaron a una ciudad (28 de julio de 1972)
  - Ocho mujeres (29 de junio de 1973)
  - Barriada (7 de diciembre de 1973)
  - Raíces (5 de mayo de 1975)
  - Mister George (8 de marzo de 1976)
  - La vida que te di (31 de enero de 1977)
  - El caballero de la mano en el pecho (13 de febrero de 1977)
  - La tercera palabra (25 de octubre de 1978)
  - Mesas separadas (23 de septiembre de 1979)
  - La plaza de Berkeley (9 de diciembre de 1979)
  - La sonrisa de la Gioconda (17 de febrero de 1980)
  - Las viejas difíciles (6 de noviembre de 1981)
- Novela [nota 3]
  - Resurrección (15 de febrero de 1966)
  - Clemencia (30 de agosto de 1971)
  - Selma Lagerlöf (29 de julio de 1974)
  - Caza menor (12 de enero de 1976)

## Filmografía
| - El viaje a ninguna parte (1986) - Extramuros (1985) - Sobrenatural (1981) - El caballero de la mano en el pecho (1976) - Los pájaros de Baden-Baden (1975) - No matarás (1975) - La duda (1972) - Tristana (1970) - Sin un adiós (1970) - La residencia (1969) - Esa mujer (1969) - Oscuros sueños de agosto (1967) - Lucky, el intrépido (1967) - Amor en el aire (1967) - Las salvajes en Puente San Gil (1966) - La busca (1966) - La otra mujer (1964) - Historia de una noche (1963) - Diferente (1962) - Cariño mío (1961) - Hola, Robinson (1960) | - La casa de la Troya (1959) - Duelo en la cañada (1959) - Orgullo de Manuel Mur Oti (1955) - Sucedió en Sevilla (1955) - Puebla de las mujeres (1953) - De Madrid al cielo (1952) - El sueño de Andalucía (1951) - Torturados (1950) - Don Quijote de la Mancha (1947) - La fe (1947) - La verdadera victoria (1944) - Veinticuatro horas en la vida de una mujer (1944) - El rayo (1939) - Bodas de sangre (1938) - Hombres contra hombres (1937) - Una mujer en peligro (1936) - La hija de Juan Simón (1935) - Vidas rotas (1935) - El malvado Carabel (1935) |